# 朱一馮
朱一馮（1572年—1646年），字非二，號明京．别号澹叟。南直隶揚州府泰兴县城人。明朝官員。

## 生平
一馮於貧困中苦读成才，万历二十五年（1597年）應天鄉試中舉，次年赴京會試聯捷，殿試名列二甲三十名，賜進士出身。都察院观政，次年授河南信阳州知州，三十三年升刑部浙江司员外郎，次年丁父憂。三十六年补兵部员外郎，三十七年与袁宏道同任陕西鄉試主考官，三十八年养病。四十二年除兵部职方司员外郎，四十六年升车驾司郎中，本年十一月升福建参政，天啓元年（1621年）丁憂，三年三月复补福建右参政，分守福宁道，從福建巡抚南居益破红毛夷，四年加升按察使，五年正月入觐，举卓异纪录，九月升本省右布政，六年閏六月升山东左布政，十月升都察院右佥都御史、巡抚福建，崇祯元年（1628年）养病。
天啟年間上任福建巡撫，抗夷有功。

## 家族
朱一冯生于泰兴名门，家县南曹溪之阳，名朱家巷。父朱述，字以賢，號明橋，是明秦王府长史朱昶七世孙，朱述年輕時家道中落，在南游太學時去世。朱述娶封氏，繼娶张氏，侧室有常氏、丁氏。常氏生一馮，丁氏生一驥。
一冯孫朱鴛鷺，康熙庚戌進士。

## 著作
著作有《自订诗文集》30卷，《福宁定乱纪事》2卷，《符离弭变纪事》2卷。

## 外部連結
1. ↑  《萬曆二十六年戊戌科進士履歷》：朱一冯，明京，诗一房，丙子四月二十三日生。泰兴人，丁酉百十，会十九，二甲三十。都察院政，己亥授河南信阳知州，乙巳升刑部员外，丙午丁憂，戊申补兵部，己酉陕西主考，庚戌养病，甲寅除职方司员外，戊午升车驾司郎中，戊午升付建参政，辛酉丁憂，癸亥补本省参政，甲子加升按察使，乙丑升右布政，丙寅升山东左布政，丙寅升右佥都御史巡抚付建，戊辰养病。曾祖嵩，庠生。祖沛。父述，例监。

- 抗夷民族英雄朱一冯[永久] 泰興歷史文化

| 官衔          | 官衔                                 | 官衔                 |
| ------------- | ------------------------------------ | -------------------- |
| 前任： 朱家法 | 明朝信陽州知州 萬曆二十七年-三十三年 | 繼任： 邊樽 任丘舉人 |
| 前任： 朱欽相 | 福建巡撫 天啟年間上任                | 繼任： 熊文燦        |